# Rastellus deserticola
Espèce
Rastellus deserticola est une espèce d'araignées aranéomorphes de la famille des Gnaphosidae.

## Distribution
Cette espèce se rencontre en Afrique du Sud au Cap-du-Nord et au Cap-Occidental et en Namibie,.

## Description
Le mâle holotype mesure 1,87 mm et la femelle paratype 2,72 mm.

## Systématique et taxinomie
Cette espèce a été décrite par Haddad en 2003.

## Étymologie
Son nom d'espèce lui a été donné en référence au lieu de sa découverte, un désert.

## Publication originale
- Haddad, 2003 : « A new species of Rastellus (Araneae: Ammoxenidae) from South Africa. » African Zoology, vol. 38, no 2, p. 400-401.